# Cesson-Sévigné
Cesson-Sévigné (bretonă: Saozon-Sevigneg) este un oraș situat în vestul Franței, în departamentul Ille-et-Vilaine, în regiunea Bretania. Orașul face parte din aglomerația orașului Rennes